# ميخائيل بارون (عسكري)
ميخائيل بارون (بالأوكرانية: Барон Михайло Давидович)‏ هو عسكري أوكراني، (ولد في Khodorkiv ‏ في أوكرانيا 1894  م).